# BMW i8
La BMW i8 è un'autovettura sportiva ibrida elettrico plug-in prodotta dal 2014 al 2020 dalla casa automobilistica tedesca BMW.

## Storia e profilo

### Genesi e debutto del modello

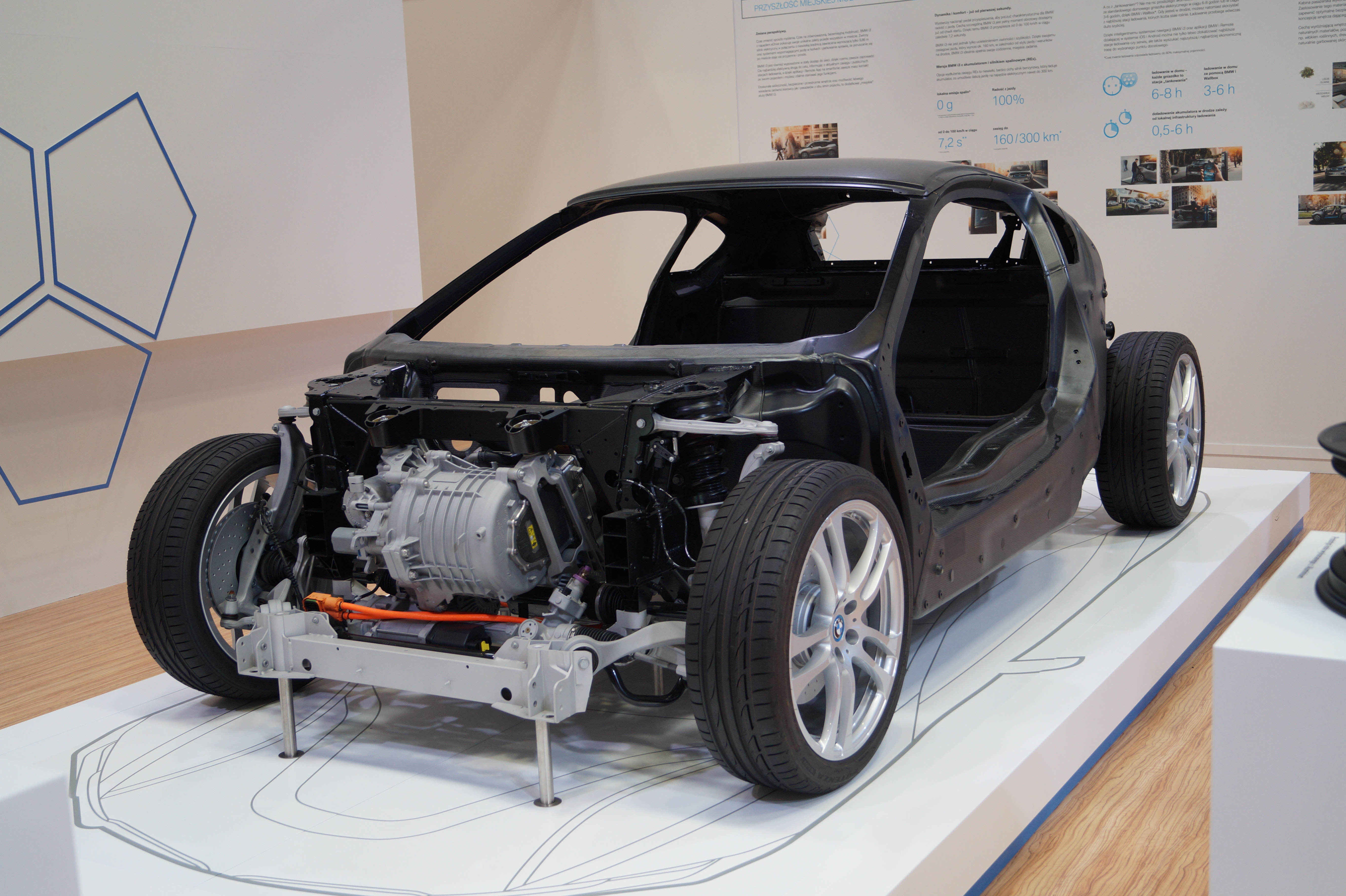
Telaio di una i8

Nel 2007, BMW varò il programma EfficientDynamics, un programma volto alla progettazione, realizzazione e applicazione nella produzione di serie di tutto un insieme di soluzioni tecnologiche volto nel contempo all'ottimizzazione dei consumi e alla riduzione delle emissioni inquinanti. Tra queste soluzioni tecnologiche figurava ad esempio il sistema Brake Energy Regeneration, ossia un sistema che recuperava l'energia cinetica durante le frenate per ricaricare la batteria della vettura. Un altro sistema fu quello relativo alla calandra con listelli attivi che in funzione della velocità si aprono o si chiudono per ottimizzare la penetrazione aerodinamica. L'anno successivo, la Casa bavarese avviò il cosiddetto Project i, con cui si volle dar vita in futuro a una serie di modelli ecologicamente compatibili, vale a dire ibridi o elettrici.
Nello stesso periodo era in fase di ultimazione il progetto relativo all'applicazione della tecnologia ActiveHybrid, che avrebbe portato nel 2010 al lancio delle prime BMW ibride della storia. Ma i modelli previsti dal Project i avrebbero dovuto essere differenti dai modelli ActiveHybrid, poiché non derivati da modelli già esistenti, ma frutto di progetti ad hoc.
Il programma EfficientDynamics, comprensivo dei già citati dispositivi, più altri (sistema start e stop, pneumatici a bassa resistenza al rotolamento, servosterzo elettrico), unitamente alla tecnologia ActiveHybrid, trovarono la loro applicazione nel 2009, quando al Salone di Francoforte la casa di Monaco presentò una concept car denominata appunto Vision EfficientDynamics. Tale concept fu uno studio sulla possibilità di realizzare una sportiva vera, con carrozzeria di tipo berlinetta e dotata di soluzioni tecniche votate al raggiungimento di prestazioni da supercar, ma nel contempo di ottenere consumi ed emissioni nocive straordinariamente ridotti. A tale scopo, la Vision EfficientDynamics era equipaggiata con un motore tricilindrico turbodiesel common rail da 1.5 litri (da cui sarebbe stato derivato negli anni seguenti il motore B37, sempre tricilindrico, destinato a equipaggiare le Mini di terza generazione). Tale propulsore era accoppiato a due motori elettrici, uno per ogni asse, e pertanto in grado di realizzare la trazione integrale. Mentre l'unità endotermica era in grado di sviluppare una potenza massima di 163 CV, i due motori elettrici potevano innalzare la potenza complessiva a ben 356 CV, garantendo così il raggiungimento di prestazioni elevate (autolimitate a 250 km/h con scatto da 0 a 100 km/h in 4"8), ma nel contempo anche consumi assai ridotti (fino a 27 km con un litro di gasolio, secondo quanto dichiarato dalla Casa). A tale risultato contribuivano pure i materiali leggeri utilizzati (alluminio e policarbonato), ma anche il ridotto Cx, pari ad appena 0,22.

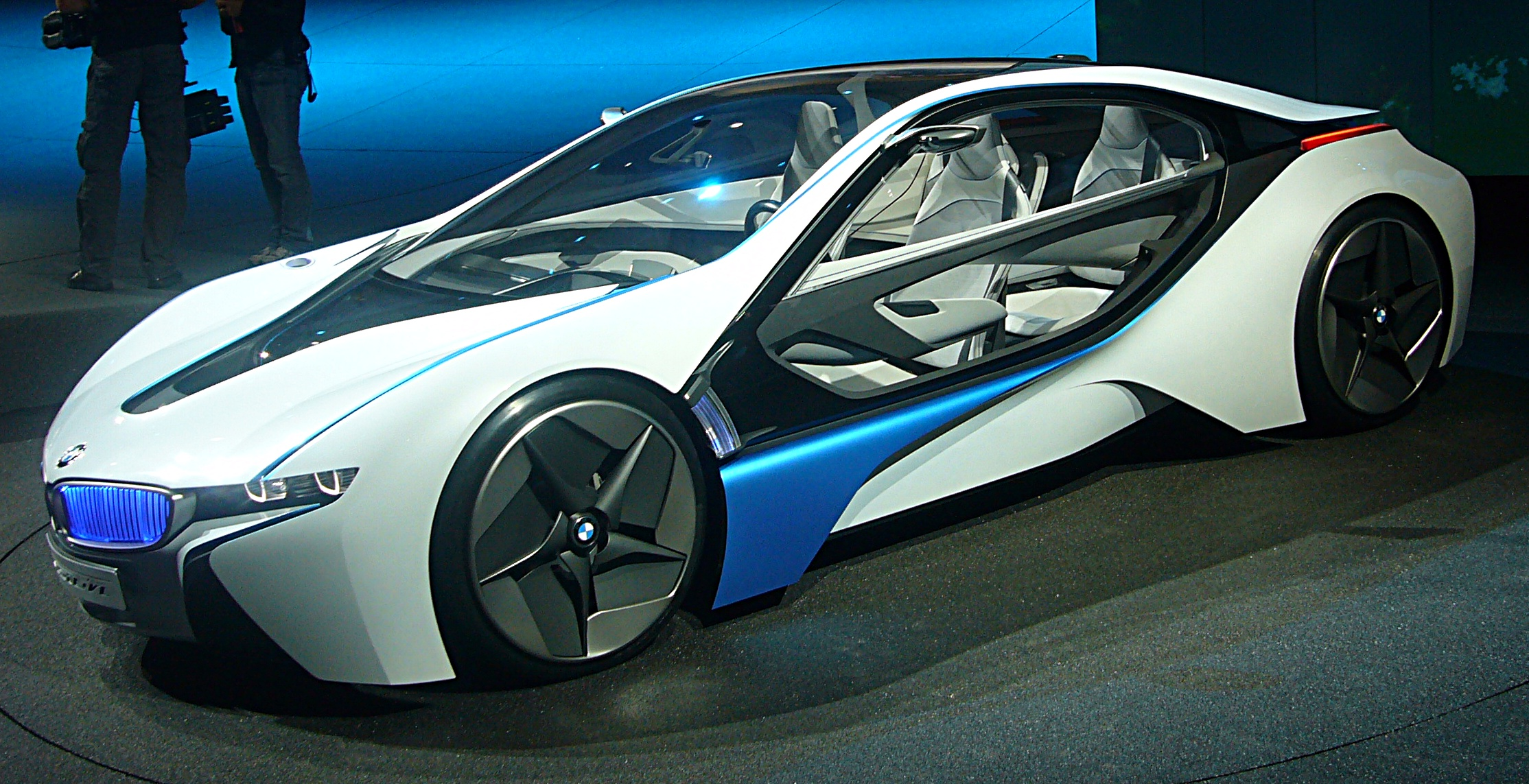
La Vision EfficientDynamics del 2009

Quanto al disegno della carrozzeria, esso risultava assai avveniristico per l'epoca: denominato Lightweight Design, esso prefigurò gran parte dei temi stilistici che si sarebbero ritrovati della i8 definitiva, sebbene ancora molti aspetti, come il tetto e le portiere, fossero lontani dalla configurazione di serie. In particolare, le linee esterne furono affidate all'estro di Mario Majdandzič, mentre gli interni furono frutto della matita di Jochen Paesen. Il termine Lightweight non si riferiva tanto all'impiego di materiali ultraleggeri, quanto alla ridotta pesantezza visiva che, specialmente nell'abitacolo, veniva offerta dal disegno minimalista del posto guida.
Nella primavera del 2011 la casa bavarese dichiarò che la Vision EfficientDynamics avrebbe avuto un seguito produttivo e che la produzione di questo modello e della più piccola i3 sarebbero state affidate allo stabilimento BMW di Lipsia, considerato dalla stessa BMW come il più moderno e flessibile impianto di cui dispone, e quindi il più adatto alla produzione di modelli dal forte carattere innovativo. 

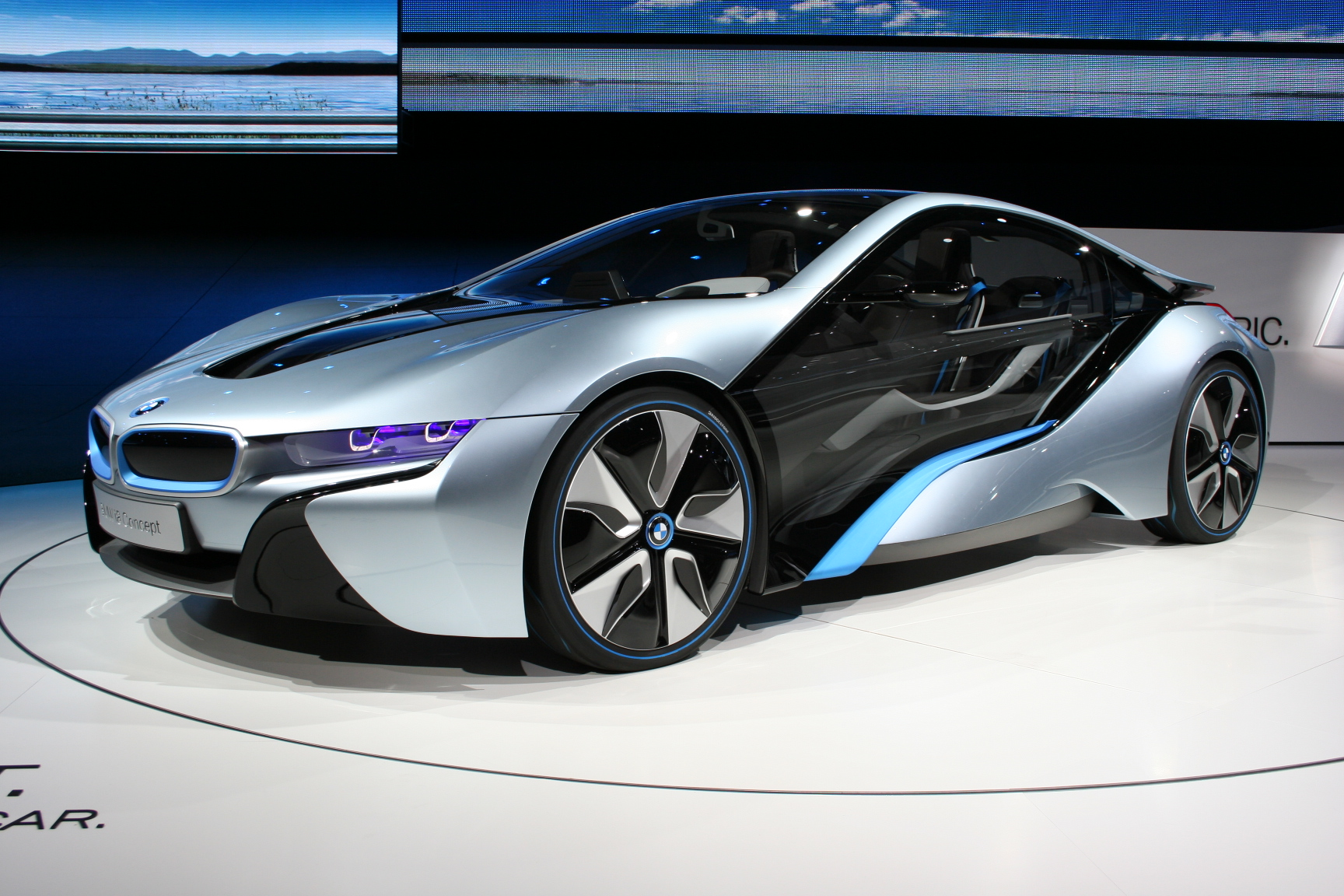
La i8 Concept, esposta nel 2011 a Francoforte

Sempre nel 2011, ma sei mesi più tardi, la nuova edizione del Salone di Francoforte fece da cornice alla presentazione di un nuovo prototipo della futura sportiva ibrida. Denominato i8 Concept, tale prototipo prefigurò ancor più da vicino la versione definitiva destinata alla produzione di serie. Il prototipo esposto nel 2011 a Francoforte beneficiò delle nuove migliorie tecniche apportate al gruppo motopropulsore: ferma restando la velocità massima, autolimitata sempre a 250 km/h, la i8 Concept riuscì a limare due decimi di secondo nell'accelerazione da 0 a 100 km/h, scendendo a 4"6 contro i 4"8 della concept del 2009. Inoltre, i consumi scesero ulteriormente: secondo la BMW, la i8 Concept riusciva a percorrere fino a ben 37 km con un litro di carburante. Ciò grazie a una nuova configurazione tecnica, che vide un motore elettrico da 130 CV all'avantreno, più un nuovo 1.5 turbo, questa volta a benzina, posto al retrotreno e la cui potenza dichiarata fu di 223 CV. venne Disegnata dall'equipe diretta da Benoit Jacob (responsabile del design del brand BMW i, ossia di quel sub-brand assegnato alla progettazione e sviluppo delle cosiddette BMW "verdi"), la i8 Concept mostrò anche alcune differenze, se confrontata con la Vision EfficientDynamics. Esteticamente, rispetto alla concept del 2009, cambiarono innanzitutto i cerchi e le superfici vetrate laterali più ridotte (nella Vision EfficientDynamics si estendevano fino alle portiere).

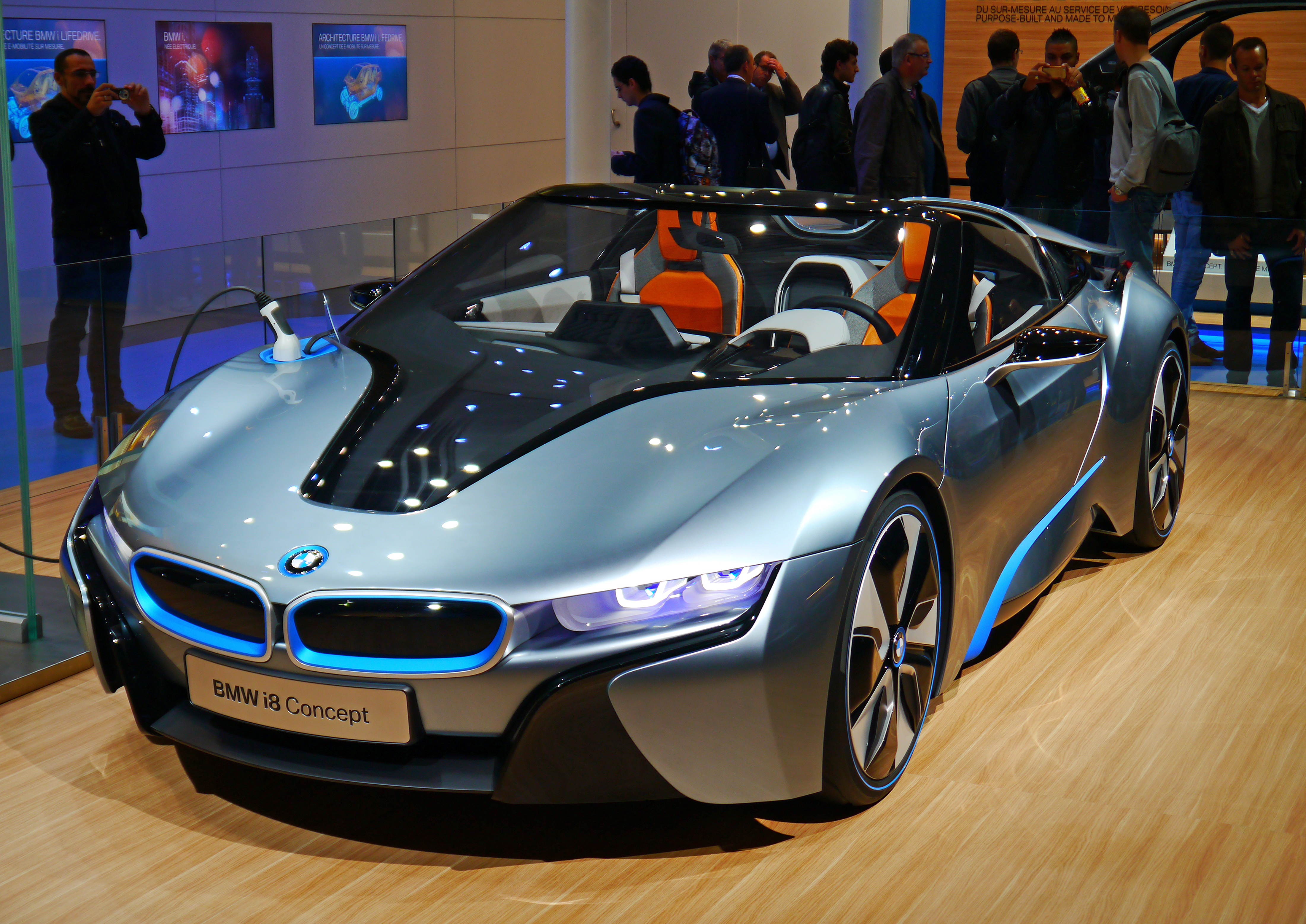
La concept i8 Spyder che la anticipò già nel 2012

Nel 2012, mentre cominciarono i primi test su strada con prototipi camuffati, in alcune manifestazioni minori cominciarono ad apparire altri prototipi di i8 con carrozzeria roadster, che intendevano valutare la possibilità di proporre il nuovo modello anche in configurazione aperta. Tale prototipo venne esposto anche nel gennaio del 2013 al Salone di Detroit e due mesi più tardi a Ginevra. Nel frattempo continuarono senza sosta i test su strada dei vari prototipi, sempre dotati di camuffature sulla totalità del corpo vettura.
La versione definitiva della i8 è stata presentata nel settembre 2013, nuovamente al Salone di Francoforte. La sua produzione è stata avviata alla fine dello stesso anno, come previsto, presso lo stabilimento BMW di Lipsia, mentre l'avvio di commercializzazione è stato fissato nei primi mesi del 2014.

### Design esterno e interno

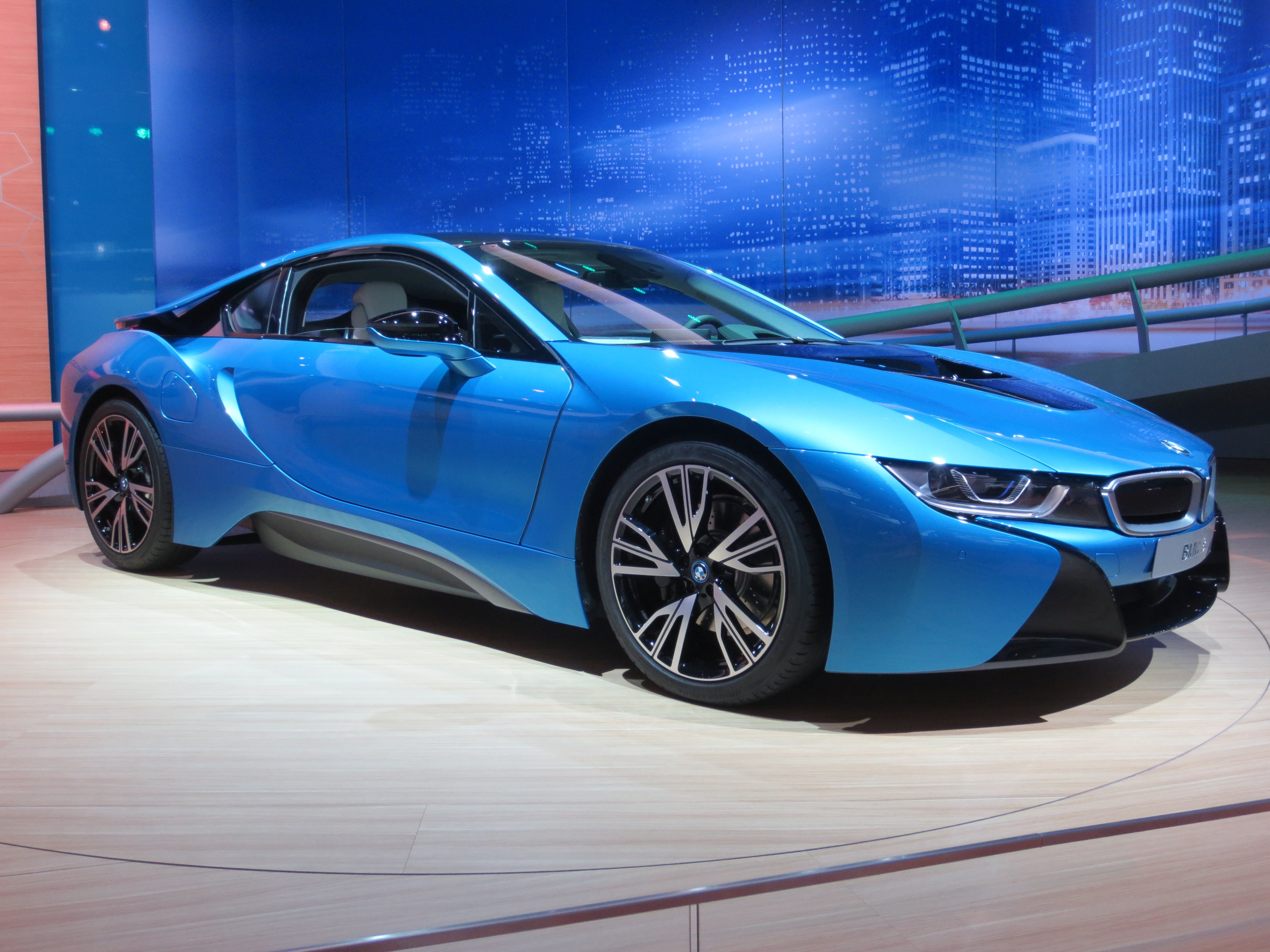
La i8 definitiva presentata a Francoforte nel 2013

Nel complesso, lo stile della i8 è quello di una berlinetta caratterizzata da un mix di spigoli vivi e curve, un'evoluzione dei concetti espressi dieci anni prima da Chris Bangle, qui portata a un ulteriore livello di modernità. La carrozzeria ha la tipica configurazione di tipo berlinetta, dalla linea affilata, bassa e scattante, e in questo caso con le affascinanti portiere incernierate sul montante anteriore.
Il disegno delle linee della i8 trae, come già detto, le sue origini dalla Vision EfficientDynamics, ma quest'ultima, a sua volta si ispira in alcuni suoi contenuti stilistici, alla concept M1 Hommage del 2008, svelata in occasione dei trent'anni della indimenticata M1 di fine anni '70. Sotto il suo aspetto hi-tech, quindi, la i8 nasconde una evidente parentela stilistica con la berlinetta disegnata decenni prima da Giugiaro e per certi versi può essere considerata come la sua erede. Della M1 Hommage viene ripreso il disegno del frontale, con i fari sdoppiati in stile BMW, ma qui dal disegno assai più affilato, ma anche il disegno della coda, con i fari a sviluppo orizzontale incastonati appena sotto la linea di battuta del cofano motore. Vi sono però anche degli elementi più originali, come ad esempio, sempre rimanendo in coda, il fatto che gli stessi gruppi ottici abbiano un disegno a "U" e che al di sopra di essi la carrozzeria paia distaccata. Tale impressione è dovuta in effetti a un inserto che parte dalla zona sottoporta della fiancata, salendo a mo' di onda e arrivando a congiungersi, all'altezza della ruota posteriore, con il disegno discendente del padiglione, formando così un incavo che termina proprio appena sopra i fari posteriori, aprendosi a formare due sorte di "ali" e conferendo un tocco particolare, dallo stile avveniristico e che si differenzia da quello delle altre "normali" BMW presenti in listino. Ed osservando questa soluzione stilistica (ma dalle funzioni aerodinamiche), ci si accorge che i gruppi ottici non sono stati completamente relegati al disotto di queste "ali", visto che gli indicatori di direzione, invece, sono stati inseriti all'estremità delle "ali" stesse, quindi distaccati dal resto del gruppo ottico. Sempre nella parte posteriore, non vanno dimenticati gli spigoli vivi a sviluppo verticale alle due estremità della coda, ma anche gli inserti a forma di "S" e in tinta a contrasto situati al di sotto dei gruppi ottici, nel massiccio paraurti. Tornando alla zona anteriore, va inoltre ricordata la presenza di un lungo cofano anteriore con ampia presa d'aria.

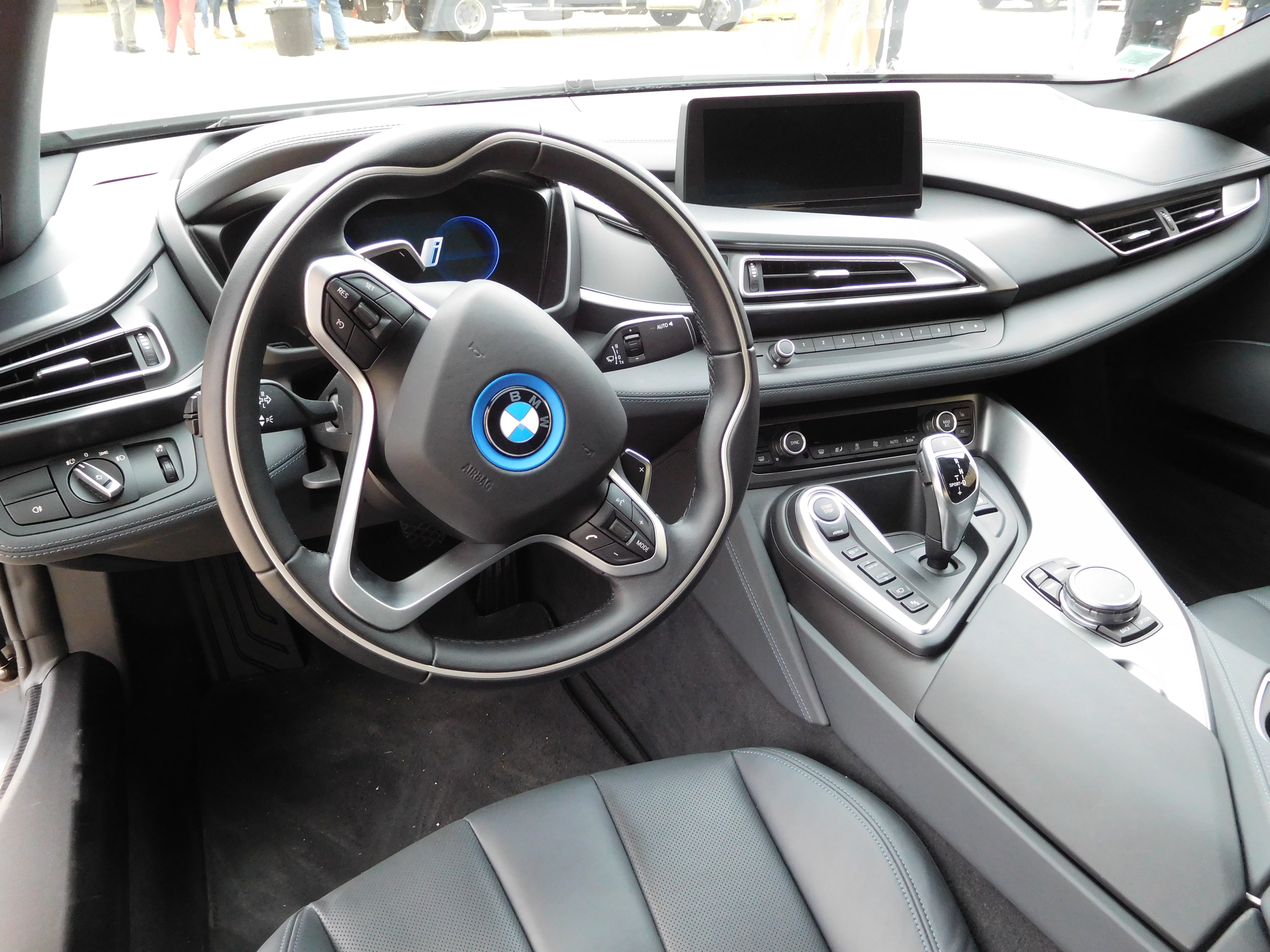
Posto guida

La i8 definitiva è caratterizzata da un coefficiente di penetrazione aerodinamica assai ridotto, anche se non come quello della Vision EfficientDynamics, visto che è salito da 0,22 a 0,26. Si è parlato dei particolari disegni dei gruppi ottici, specialmente quelli posteriori. Ma questi nascondono anche altre caratteristiche, più tecnologiche. Infatti, volendo dare uno sguardo alla tecnologia integrata nelle carrozzeria della i8, va ricordata la natura dei gruppi ottici: mentre quelli posteriori sono del tipo a led, quelli anteriori sono del nuovissimo tipo a laser, con anabbaglianti in grado di fornire una gittata di ben 600 metri. Questo dispositivo, introdotto per la prima volta in un'auto di serie, rimane tuttavia un optional ottenibile con sovrapprezzo.
L'abitacolo della i8 è improntato ai dettami del già citato Lightweight Design, proposto per la prima volta nella Vision EfficientDynamics e portato fino alla vettura definitiva. Pertanto il disegno della plancia è piuttosto semplice, ma moderno grazie all'ausilio della tecnica del Layering, ossia la suddivisione della plancia in più strati sovrapposti, che rendono elegante e moderna la vista d'insieme. Come in tutte le BMW rimane una costante la caratteristica del cockpit orientato verso il conducente. In gran parte, i materiali utilizzati per gli interni sono riciclati, a ribadire la natura ecosostenibile della vettura, nonostante le sue caratteristiche sportive.

### Struttura, meccanica e motori

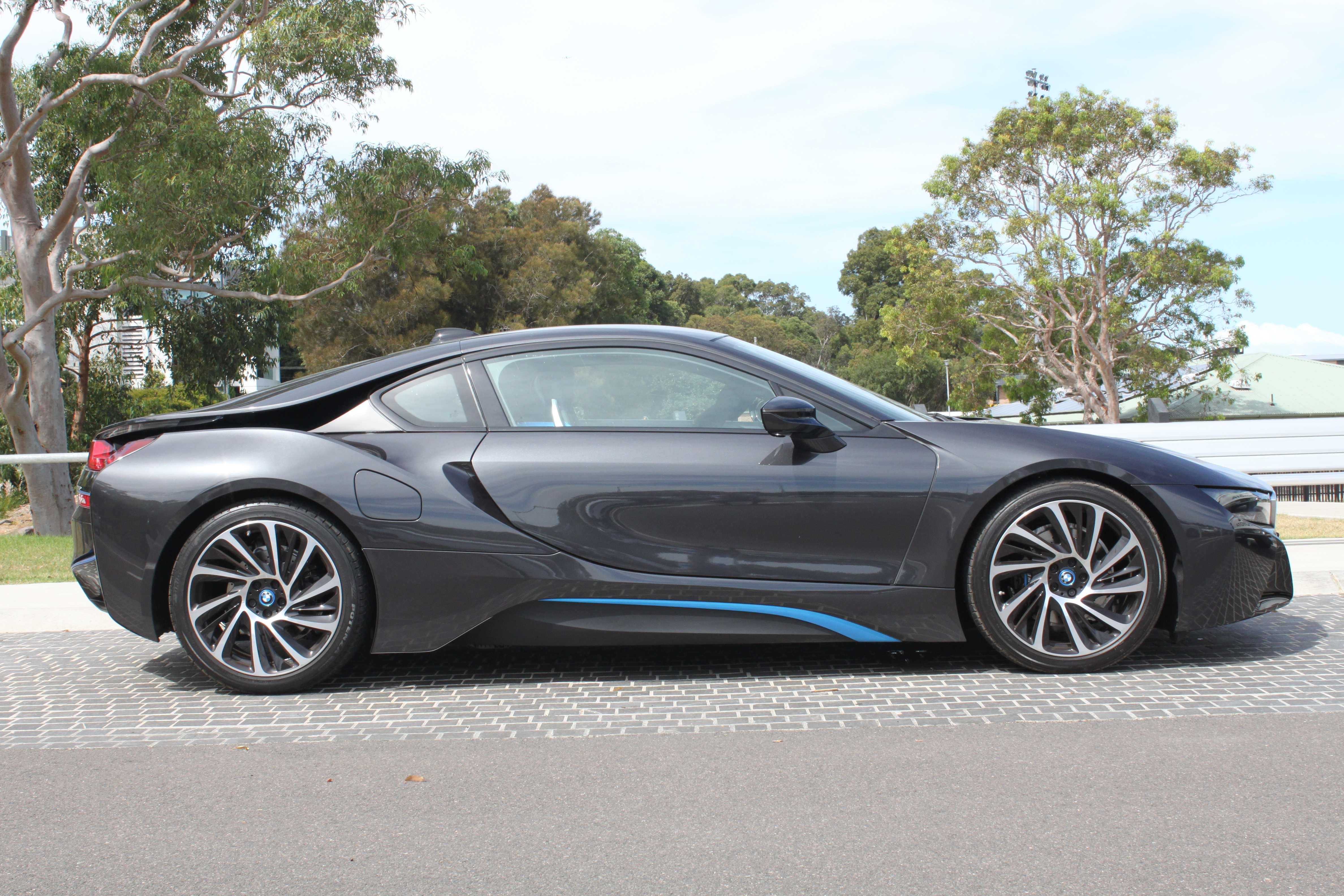
Vista laterale di una i8

La i8 presenta una struttura particolare che riprende entrambe le caratteristiche della scocca portante e del telaio separato, e che la casa bavarese ha chiamato LifeDrive. Tale struttura è costituita da due moduli, che prendono il nome di Life e Drive, da cui la denominazione della struttura intera. Il modulo Drive è in pratica un telaio in lega di alluminio a sua volta composto da due sottomoduli: uno anteriore, dove prende posto il motore elettrico da 131 CV di potenza massima, e uno posteriore, dove invece risiede il motore endotermico, vale a dire un tricilindrico a benzina da 1499 cm3 con potenza massima di 231 CV. Ognuno di questi propulsori agisce sul rispettivo assale, realizzando così a richiesta la trazione integrale.  Volendo, invece, si può far funzionare uno solo dei due motori. Le due sezioni di cui è composto il modulo Drive sono unite tra loro dal pacco batterie, di dimensioni più ridotte rispetto al pacco batterie della i3, improntata a un uso prevalentemente elettrico. Il pacco batterie è sistemato in posizione longitudinale, all'altezza di quello che normalmente viene utilizzato come tunnel della trasmissione o come tunnel comandi per le vetture "tutto avanti". Per quanto riguarda invece il modulo Life, si tratta della cellula abitativa, realizzata interamente in fibra di carbonio, molto leggera e resistente. Questo abbinamento di alluminio e carbonio permette una sensibile riduzione della massa complessiva, in maniera tale da contrastare l'elevato peso del pacco batterie, grande nota dolente di tutte le vetture elettriche o ibride. La i8 arriva così a pesare a vuoto appena 1490 kg, un vero record se paragonato ad esempio agli oltre 18 quintali di peso della Cadillac ELR, una coupé ibrida non commercializzata in Italia e che può essere considerata come un'alternativa alla i8, sebbene con carrozzeria impostata in maniera meno avveniristica. In ogni caso, il pacco batterie sistemato in posizione così ribassata permette anche di abbassare il baricentro della vettura, aumentandone quindi le doti di tenuta di strada, fondamentali per una sportiva. Alla fine di tutto il discorso, la i8 vanta anche una distribuzione dei pesi ottimale, suddivisa cioè al 50% tra asse anteriore e posteriore.
La potenza totale della i8 è pari alla somma delle potenze massime del motore elettrico e di quello endotermico, perciò la vettura può contare su ben 362 CV di potenza massima. Particolare anche la soluzione utilizzata per la trasmissione: la i8 si avvale in realtà di due cambi automatici: uno a 2 rapporti collegato alle ruote anteriori e uno a 6 rapporti collegato invece alle ruote posteriori.

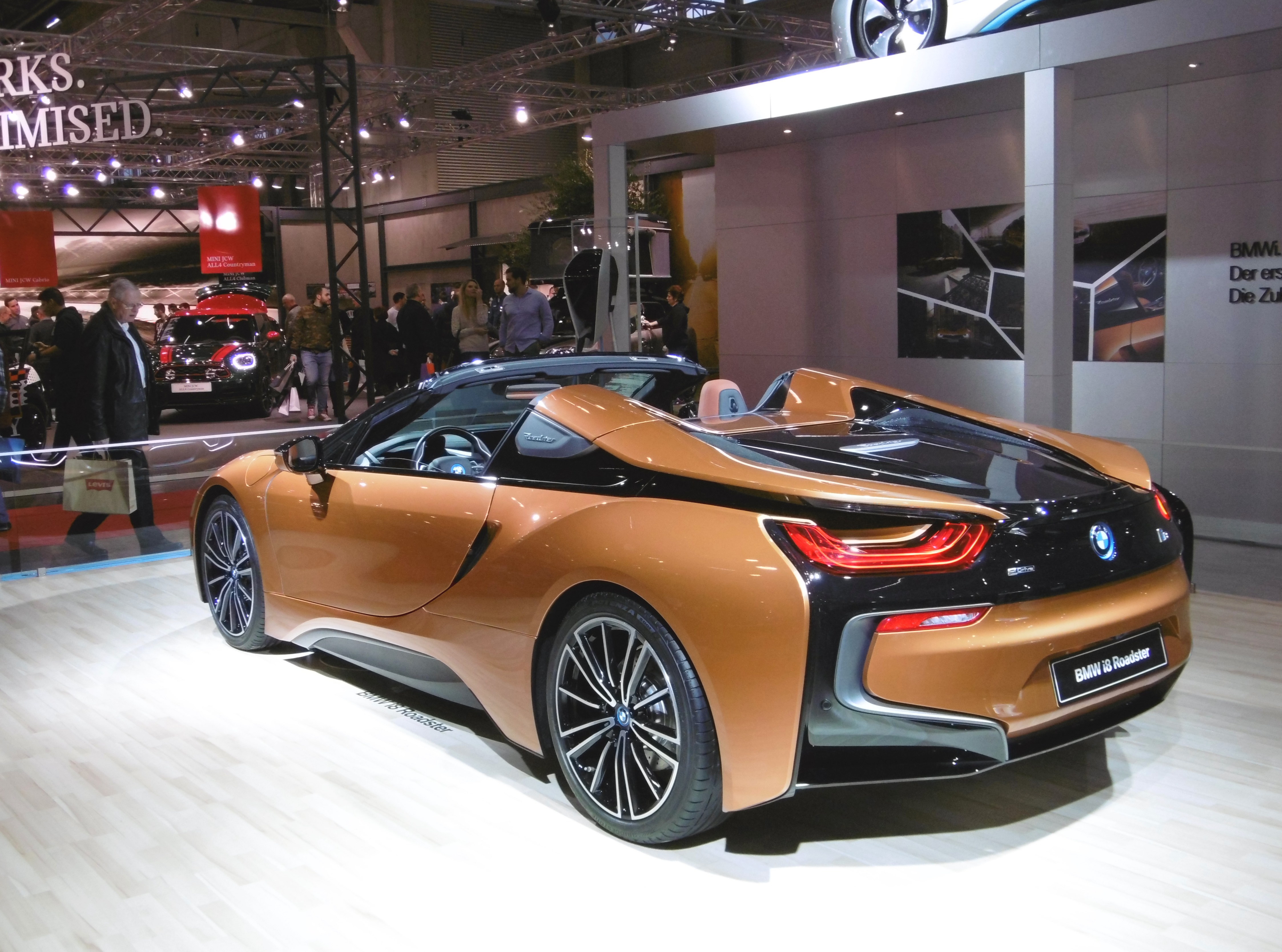
Una i8 Roadster

## Carriera commerciale e evoluzione

### i8 Roadster
Contestualmente venne introdotta anche la i8 Roadster, già anticipata da una concept presentata nel 2012 e prima ancora del lancio della coupé, caratterizzata dalla presenza del tetto apribile in tela asportabile del tipo targa. Non si trattava di una vera e propria roadster in senso stretto, in quanto il motore posteriore impedirebbe lo sviluppo di una vera e propria capote in tela o di un vero e proprio tetto ripiegabile in metallo.

### Restyling 2017

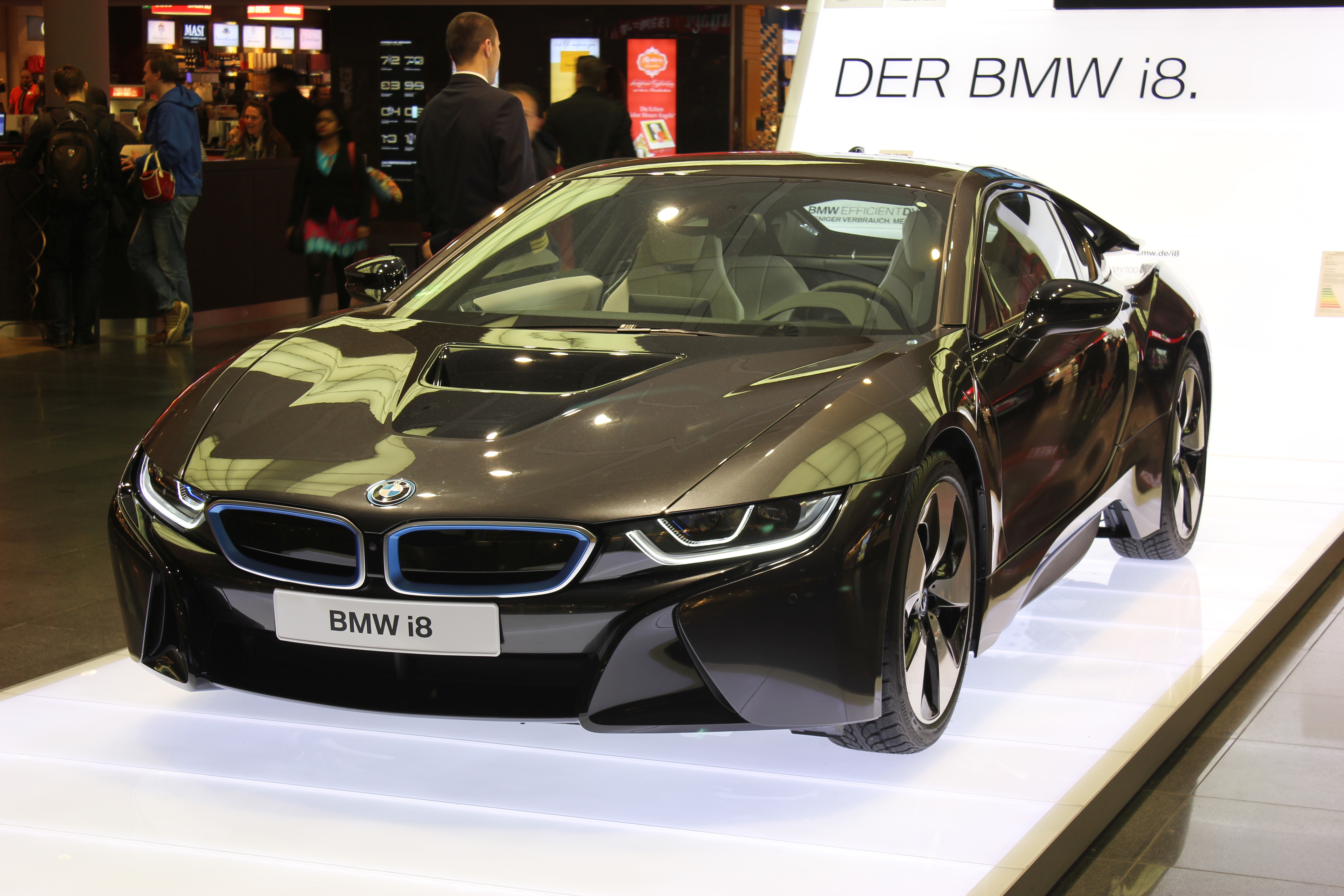
i8 restyling; notare la nuova trama dei fari

Durante i primi anni di commercializzazione, la i8 non conobbe praticamente nessun aggiornamento alla gamma. Le prime novità si ebbero solo dopo l'aggiornamento di metà carriera avvenuto e presentato a fine novembre 2017 al salone di Los Angeles, quando la vettura fu sottoposta a un lieve restyling estetico caratterizzato da nuovi cerchi da 20 pollici alleggeriti rispetto a prima, nuovi colori per carrozzeria, nuovi fanali full LED (in opzione disponibili per la prima volta anche i proiettori laser) e una diversa griglia anteriore e posteriore del motore; inoltre compaiono nuove targhette con la dicitura "Coupé" sulle fiancate. Nella abitacolo compare un sistema di infotainment rinnovato e mutuato da quello delle BMW contemporanee, avente display touchscreen e funzionalità dedicate alla gestione del sistema ibrido e l’head up display più grande con grafica aggiornata e più leggibile. Come optional divennero disponibili nuovi materiali per le finiture interne con inserti in carbonio, ceramica, o rivestimenti in materiali ecologici.
A ciò si accompagnò anche una rivisitazione tecnica che a livello di motore che comportò l'innalzamento della potenza di 12 CV dell'unità propulsiva elettrica che passò da 131 a 143 CV, fino ad arrivare a un totale di 374 CV e un nuovo pacco batterie agli ioni di litio dalla capacità incrementata a 11,6 kWh, con l'autonomia in percorrenza esclusivamente elettrica portata a 55 km e con punta massima di 120 km/h. La velocità massima rimase pari a 250 km/h (limitati elettronicamente), ma lo 0-100 scese a 4,4 secondi.
La produzione della i8 è terminata nell'aprile del 2020 senza una erede diretta, anche se la casa dell'elica dichiarava di lavorare a un nuovo modello.

## Caratteristiche tecniche
| BMW i8                                                    | | | |
| Carrozzeria                                               | coupé | coupé | roadster |
| Anni di produzione                                        | 06/2014-12/2017 | 01/2018-04/2020 | 01/2018-04/2020 |
| Motori                                                    | B38B15 (endotermico) + Motore elettrico | B38B15 (endotermico) + Motore elettrico | B38B15 (endotermico) + Motore elettrico |
| Posizione                                                 | Motore endotermico: posteriore centrale Motore elettrico: anteriore | Motore endotermico: posteriore centrale Motore elettrico: anteriore | Motore endotermico: posteriore centrale Motore elettrico: anteriore |
| Numero e disposizione dei cilindri nel motore endotermico | 3 cilindri in linea | 3 cilindri in linea | 3 cilindri in linea |
| Cilindrata (cm³)                                          | 1499 | 1499 | 1499 |
| Alimentazione                                             | Motore endotermico: iniezione elettronica + turbocompressore Motore elettrico: Batterie agli ioni di litio ad alta tensione                                                            | Motore endotermico: iniezione elettronica + turbocompressore Motore elettrico: Batterie agli ioni di litio ad alta tensione                                                            | Motore endotermico: iniezione elettronica + turbocompressore Motore elettrico: Batterie agli ioni di litio ad alta tensione                                                            |
| Potenza totale                                            | 362 CV (231 per il motore a benzina + 131 per il motore elettrico) | 374 (231 per il motore a benzina + 143 per il motore elettrico) | 374 (231 per il motore a benzina + 143 per il motore elettrico) |
| Coppia massima                                            | 570 Nm (320 Nm per il motore termico + 250 Nm per il motore elettrico) | 570 Nm (320 Nm per il motore termico + 250 Nm per il motore elettrico) | 570 Nm (320 Nm per il motore termico + 250 Nm per il motore elettrico) |
| Trazione                                                  | Integrale | Integrale | Integrale |
| Cambio                                                    | Un cambio automatico a 2 rapporti per l'avantreno e un cambio automatico a 6 rapporti per il retrotreno                                                                                | Un cambio automatico a 2 rapporti per l'avantreno e un cambio automatico a 6 rapporti per il retrotreno                                                                                | Un cambio automatico a 2 rapporti per l'avantreno e un cambio automatico a 6 rapporti per il retrotreno                                                                                |
| Scocca                                                    | Portante, composta da una struttura in lega di alluminio per il sostegno e l'alloggiamento dei gruppi motopropulsori, più una struttura in fibra di carbonio per la cellula abitativa. | Portante, composta da una struttura in lega di alluminio per il sostegno e l'alloggiamento dei gruppi motopropulsori, più una struttura in fibra di carbonio per la cellula abitativa. | Portante, composta da una struttura in lega di alluminio per il sostegno e l'alloggiamento dei gruppi motopropulsori, più una struttura in fibra di carbonio per la cellula abitativa. |
| Massa a vuoto (kg)                                        | 1.490 | 1.460 | 1.520 |
| Velocità massima                                          | 250 (autolimitata) | 250 (autolimitata) | 250 (autolimitata) |
| Accelerazione 0–100 km/h                                  | 4"4 | 4"4 | 4"6 |
| Consumo dichiarato (l/100 km)                             | 2,1L/100 km | 2,1L/100 km | 2,1L/100 km |
| Emissioni CO2 (g/km)                                      | 49 | 42 | 46 |
| Prezzo al debutto (in euro)                               | 132.500 | 147.480 | 163.270 |